# Móstetxnia
Móstetxnia (en rus: Мостечня) és un poble de l'óblast de Briansk, a Rússia, segons el cens del 2013 tenia 8 habitants. Pertany al districte de Komàritxi.